# Seznam cerkva
Seznam cerkva.

## Afrika
- seznam cerkva v Egiptu
- seznam cerkva v Etiopiji
- seznam cerkva v Keniji

## Evropa
- seznam cerkva v Albaniji
- seznam cerkva v Andori
- seznam cerkva v Avstriji
- seznam cerkva v Belgiji
- seznam cerkva v Belorusiji
- seznam cerkva v Bolgariji
- seznam cerkva v Bosni in Hercegovini
- seznam cerkva na Cipru
- seznam cerkva na Češkem
- seznam cerkva v Črni gori
- seznam cerkva na Danskem
- seznam cerkva v Estoniji
- seznam cerkva na Finskem
- seznam cerkva v Franciji
- seznam cerkva v Grčiji
- seznam cerkva na Hrvaškem
- seznam cerkva na Irskem
- seznam cerkva na Islandiji
- seznam cerkva v Italiji
- seznam cerkva v Latviji
- seznam cerkva v Lihtenštajnu
- seznam cerkva v Litvi
- seznam cerkva v Luksemburgu
- seznam cerkva na Madžarskem
- seznam cerkva v Makedoniji
- seznam cerkva na Malti
- seznam cerkva v Moldaviji
- seznam cerkva v Monaku
- seznam cerkva v Nemčiji
- seznam cerkva na Nizozemskem
- seznam cerkva na Norveškem
- seznam cerkva v Poljski
- seznam cerkva na Portugalskem
- seznam cerkva v Romuniji
- seznam cerkva v Rusiji
- seznam cerkva v San Marinu
- seznam cerkva na Slovaškem
- seznam cerkva v Sloveniji
- seznam cerkva v Srbiji
- seznam cerkva v Španiji
- seznam cerkva na Švedskem
- seznam cerkva v Švici
- seznam cerkva v Turčiji
- seznam cerkva v Ukrajini
- seznam cerkva v Vatikanu
- seznam cerkva v Združenem kraljestvu

## Severna Amerika
- seznam cerkva v Kanadi
- seznam cerkva v Mehiki
- seznam cerkva v ZDA